# Arroios (Vila Real)
Arroios ist eine Gemeinde (Freguesia) im portugiesischen Kreis Vila Real. In ihr leben 1059 Einwohner (Stand 19. April 2021).